# Leopold III van Lippe
Paul Frederik Emiel Leopold (Detmold, 1 september 1821 — aldaar, 8 december 1875) was van 1851 tot 1875 vorst van Lippe. Hij was de zoon van vorst Leopold II en Emilie van Schwarzburg-Sondershausen, dochter van vorst Günther Frederik Karel I.
Hij ondernam in 1843/1844 een studiereis naar Italië en Constantinopel, alwaar hij door sultan Abdülmecit werd ontvangen. In 1851 volgde hij zijn vader op als vorst van Lippe. Hij voerde een reactionaire politiek. Hij stelde in mei 1853 zonder toestemming van de landdag de oude constitutie van 1836 weer in, en daarmee stelde hij  de hervormingen uit het Revolutiejaar 1848 buiten werking.
In de Oostenrijks-Pruisische Oorlog van 1866 streed zijn leger aan de zijde van Pruisen, waarna hij toetrad tot de Noord-Duitse Bond en met Pruisen een militaire conventie afsloot (1 oktober 1867). Hij trad in 1871 tot het Duitse Keizerrijk toe. Zijn huwelijk met Elisabeth van Schwarzburg-Rudolstadt (1 oktober 1833 – 27 november 1896) bleef kinderloos en hij werd na zijn dood op 8 december 1875 opgevolgd door zijn broer Woldemar.